# Bjørn Borgen
Bjørn Borgen (Fredrikstad, 22 de septiembre de 1937-ibídem, 18 de noviembre de 2015) fue un futbolista noruego que jugaba en la demarcación de extremo derecho.

## Selección nacional
Jugó un total de 35 partidos con la selección de fútbol de Noruega. Debutó el 12 de junio de 1957 contra Hungría en un partido de clasificación para la Copa Mundial de Fútbol de 1958. Además disputó la clasificación para la Eurocopa 1960, la clasificación para los Juegos Olímpicos de Roma 1960, clasificación para la Copa Mundial de Fútbol de 1962 y la clasificación para la Eurocopa 1968, competición en la que jugó su último partido el 13 de noviembre de 1966 contra Bulgaria.

### Goles internacionales
| # | Fecha                    | Estadio                                           | Oponente        | Gol | Resultado | Competición                                          |
| - | ------------------------ | ------------------------------------------------- | --------------- | --- | --------- | ---------------------------------------------------- |
| 1 | 29 de junio de 1958      | Idrætsparken, Copenague, Dinamarca                | Dinamarca       | 0-1 | 1–2       | Campeonato nórdico de fútbol                         |
| 2 | 28 de junio de 1959      | Estadio Olímpico de Helsinki, Helsinki, Finlandia | Finlandia       | 0-3 | 2-4       | Campeonato nórdico de fútbol                         |
| 3 | 9 de junio de 1960       | Ullevaal Stadion, Oslo, Noruega                   | Islandia        | 1–0 | 4-0       | Amistoso                                             |
| 4 | 18 de septiembre de 1960 | Ullevaal Stadion, Oslo, Noruega                   | Suecia          | 3–1 | 3-1       | Campeonato nórdico de fútbol                         |
| 5 | 1 de julio de 1961       | Estadio Olímpico Luzhnikí, Moscú, Unión Soviética | Unión Soviética | 4-1 | 5–2       | clasificación para la Copa Mundial de Fútbol de 1962 |
| 6 | 16 de mayo de 1962       | Ullevaal Stadion, Oslo, Noruega                   | Países Bajos    | 2–1 | 2-1       | Amistoso                                             |

## Clubes
| Club           | País    | Año         |
| -------------- | ------- | ----------- |
| Fredrikstad FK | Noruega | 1956 - 1958 |
| FC Lyn Oslo    | Noruega | 1959        |
| Fredrikstad FK | Noruega | 1960 - 1968 |

## Palmarés

### Campeonatos nacionales
| Título          | Club           | País    | Año  |
| --------------- | -------------- | ------- | ---- |
| Tippeligaen     | Fredrikstad FK | Noruega | 1957 |
| Tippeligaen     | Fredrikstad FK | Noruega | 1960 |
| Tippeligaen     | Fredrikstad FK | Noruega | 1961 |
| Copa de Noruega | Fredrikstad FK | Noruega | 1957 |
| Copa de Noruega | Fredrikstad FK | Noruega | 1966 |